# 贵州藤山柳
贵州藤山柳（学名：Clematoclethra guizhouensis）是猕猴桃科藤山柳属的植物，是中国的特有植物。分布于中国大陆的贵州等地，生长于海拔2,000米的地区，见于山地杂木林中，目前尚未由人工引种栽培。